# زين المقربيين
 

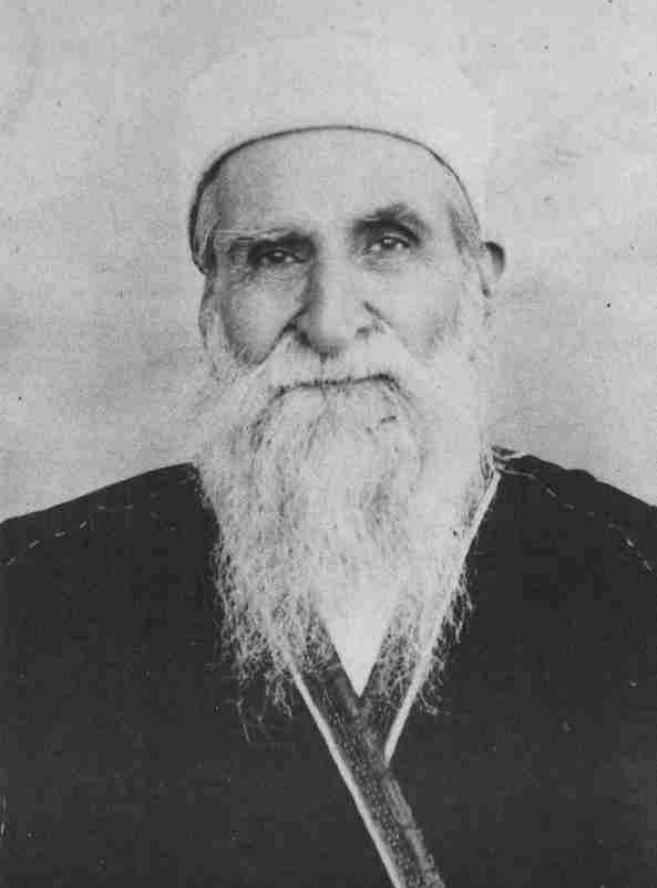
زين المقربيين

كان الملا زين العابدين (مايو 1818 - 1903) بهائيًا إيرانيًا بارزًا عمل سكرتيرًا لبهاء الله، وقد أدرجه شوقي أفندي كواحد من تسعة عشر رسولًا لبهاء الله، وكتب عبد البهاء سيرته الذاتية في كتاب ذكريات المؤمنين. بفضل خلفيته كفقيه إسلامي، طرح الأسئلة القانونية التوضيحية على بهاءالله حول كتاب الأقدس، والتي أصبحت الملحق "الأسئلة والأجوبة" المنشور الآن مع النص الأصلي. وقد أصبح ترتيبه للكلمات الخفية، وهو عمل رئيسي آخر لبهاءالله، هو الترتيب المرقم الذي يستخدمه البهائيون حاليًا.
كان زين المقربيين معروفًا بنسخ وتوضيح العديد من كتابات بهاء الله.
وقد أطلق عليه حضرة بهاء الله لقب زين المقربين، وهو الاسم الذي يُعرف به لدى البهائيين. يُشار إليه أحيانًا باسم جيناب زين (الزين الممتاز)، أو حرف الزا (الحرف Z).

## خلفية
وُلِد في شهر رجب سنة 1233 هـ (أيار 1818 م) في إحدى قرى نجف آباد بإيران قرب أصفهان، لعائلة من علماء المسلمين. وأصبح هو نفسه خطيبًا في مسجد في نجف آباد.

## الحياة كبابي
في عام 1851، أصبح زين المقربيين من أتباع الباب، وبدأ بتدريس إيمانه الجديد في مسقط رأسه، مما تسبب في معارضة من معجبيه السابقين. تحت قيادته نمت العقيدة البابية في المنطقة. حوالي شهر أغسطس من عام 1852، أرسل الشيخ عزيز الله نوري رسالتين إلى ناصر الدين شاه بأسماء عدد من البابيين البارزين الذين اعتبرهم خطرين ويستحقون العقاب، ومن بينهم أبناء أخيه بهاء الله وأزال، وزين المقربيين. وفقًا للرسائل، ادعى العديد من الرجال أنهم تجسيدات لشخصيات مختلفة من الماضي، وأدرج زين المقربيين على أنه يدعي عودة الإمام زين العابدين .
وفي وقت ما بعد عام 1852 حاول زين المقربيين زيارة زعماء البابيين في بغداد، لكنه فشل في العثور على صبحي أزل وكان بهاء الله بعيدًا عن بغداد في ذلك الوقت. خلال تلك الزيارة، التقى بكليم فقط قبل أن يتوجه إلى كاربيلا.
وفي رحلة عودته، وبينما كان يقترب من نجف آباد، علم زين المقربيين بالاضطهاد العنيف ضد البابيين هناك، وقرر العودة إلى العراق. وصل إلى بغداد مرة أخرى في عام 1856، بعد عودة بهاء الله من السليمانية، وتأكد من إيمانه بعد لقائه. وبعد عودته إلى نجف آباد، قبل ادعاء بهاء الله بالنبوة عندما أُعلن ذلك في عام 1863. وقد أُحتفظ برسالة منقولة من 23 صفحة كتبها إلى زميل بابي، يدعوه فيها إلى قبول بهاء الله، في مجموعة إي جي براون .

## في العراق
وفقًا لعبد البهاء، خلال هذا الوقت بعد أن أصبح بهائيًا، "كانت حياته في بلاد فارس في خطر وشيك؛ وبما أن البقاء في النجف آباد كان من شأنه أن يثير المحرضين ويجلب الشغب، فقد سارع إلى أدرنة" لمقابلة بهاء الله مرة أخرى، ثم عاد إلى إيران.
وفي عام 1864 غادر إيران للمرة الأخيرة وانتقل إلى بغداد. في عام 1867، كتب زين المقربيين و52 بهائيًا آخرين من بغداد نداءً إلى الكونجرس الأمريكي طلبًا للمساعدة في تحرير بهاء الله من السجن الذي فرضته السلطات العثمانية. وصل هذا النداء إلى القنصل الأمريكي في بيروت وعلق عليه المبشر الأمريكي هنري هاريس جيسوب.
ابتداءً من عام 1868، ونتيجة لتحول المسلمين السنة إلى الديانة البهائية، أُعتقل البهائيين في بغداد، بما في ذلك زين المقربيين، وسجنهم مرارًا وتكرارًا. في أبريل/نيسان ومايو/أيار 1868، قُتل ثلاثة أو أربعة من البهائيين في بغداد على يد الشيعة الفرس، ومن المرجح أنهم شعروا بالإهانة من احتفال البهائيين بالأيام المقدسة خلال مراسم الحداد.
استعدادًا لحج ناصر الدين شاه إلى المزارات في العراق، تقدم القنصل العام لبلاد فارس بطلب إلى حاكم بغداد لطرد جميع البهائيين من المدينة. في عام 1870، أُرسل حوالي سبعين بهائيًا، رجالًا ونساءً وأطفالًا، تحت حراسة عسكرية من بغداد إلى الموصل، في شمال العراق. وقد قوبل وصولهم برشق بالحجارة من أسطح المنازل ورفضت الشركات التعامل معهم. كان الحجاج العائدون من عكا يحملون بضائع من حضرة بهاءالله لتخفيف معاناتهم. وفي الموصل كان زين المقربيين زعيمًا للجماعة البهائية وكان أيضًا القناة الرئيسية لنقل كتابات بهاء الله من عكا إلى إيران. تحت إشرافه، بدأ البهائيون في الموصل أول صندوق خيري نُظم على الإطلاق من قبل البهائيين.
زار إي جي براون إيران في عامي 1887 و1888 وسجل أن بهائيًا من كرمان أخبره، "[زين المقربين في الموصل] هو أحد أبرز "الأصدقاء"، وقد عُهد إليه بمراجعة وتصحيح جميع نسخ الكتب المقدسة المرسلة للتداول، والتي تعد الأكثر موثوقية في الواقع تلك التي نسخها بيده".

## في عكا
وفي عام 1886 غادر الموصل وانتقل إلى عكا، وعاش في خان الآفاميد، وشغل منصب سكرتير حضرة بهاءالله.
في أبريل 1890، عندما أجرى إدوارد جرانفيل براون أربع مقابلات مع بهاء الله، قام بمراجعة ونسخ العديد من المخطوطات البهائية، كلها بخط يد زين المقربيين. وقد أعطي براون اثنين من هذه الكتب ليأخذهما معه: كتاب الإيقان ورواية المسافر. وقد تُرجمت الأخير إلى اللغة الإنجليزية ونشره براون في عام 1891.
وبعد كل نسخة، كان زين المقربيين يترك ملحقًا يشير عادةً إلى اسمه وموقعه ورقم النسخة وتاريخها. على سبيل المثال، تشير بيانات النسخ لكتاب الإيقان الذي تلقاه براون إلى أنه النسخة السابعة والستين لزين المقربيين:
  انقطع عن نسخ هذا الكاتب المسكين حرف الياء ليلة الجمل [الأحد] ليلة المسائل [اليوم الخامس عشر] من شهر شرف [الشهر السادس عشر] سنة خمس وأربعين [أي سنة] آباد [السابع] من الواحد الثالث، الموافق الحادي عشر من شهر جمادى الأول من أشهر سنة 1306 للهجرة النبوية (على هاجره ألف سلام وتحية). الحمد لله الذي وفقني لإتمامه، حمدًا يليق بمجلس قدسيته. رقم 67.
بعد وفاة بهاء الله في عام 1892، بقي زين المقربيين في منطقة عكا/حيفا وخدم عبد البهاء حتى وفاته في عام 1903. ووصف عبد البهاء سنواته الأخيرة قائلاً:
  بعد صعوده، غمره الحزن الشديد، ودموعٌ لا تنقطع، وألمٌ لا ينقطع، حتى ذاب مع مرور الأيام. ظلّ وفيًا للعهد، وكان رفيقًا حميمًا لخادم نور العالم هذا، لكنه تاق إلى الرحيل من هذه الحياة، وانتظر رحيله يومًا بعد يوم. أخيرًا، حلّقَ في تلك الأرض الغامضة، هادئًا وسعيدًا، مبتهجًا ببشارة الملكوت.
دفن في قسم من المقبرة الإسلامية في عكا في المكان الذي أصبح فيما بعد مدرسة إسرائيل للضباط البحريين. أُغلق الجزء من المقبرة الذي كان مخصصًا للبهائيين بعد عام 1880 لمنع التخريب.

## إرث

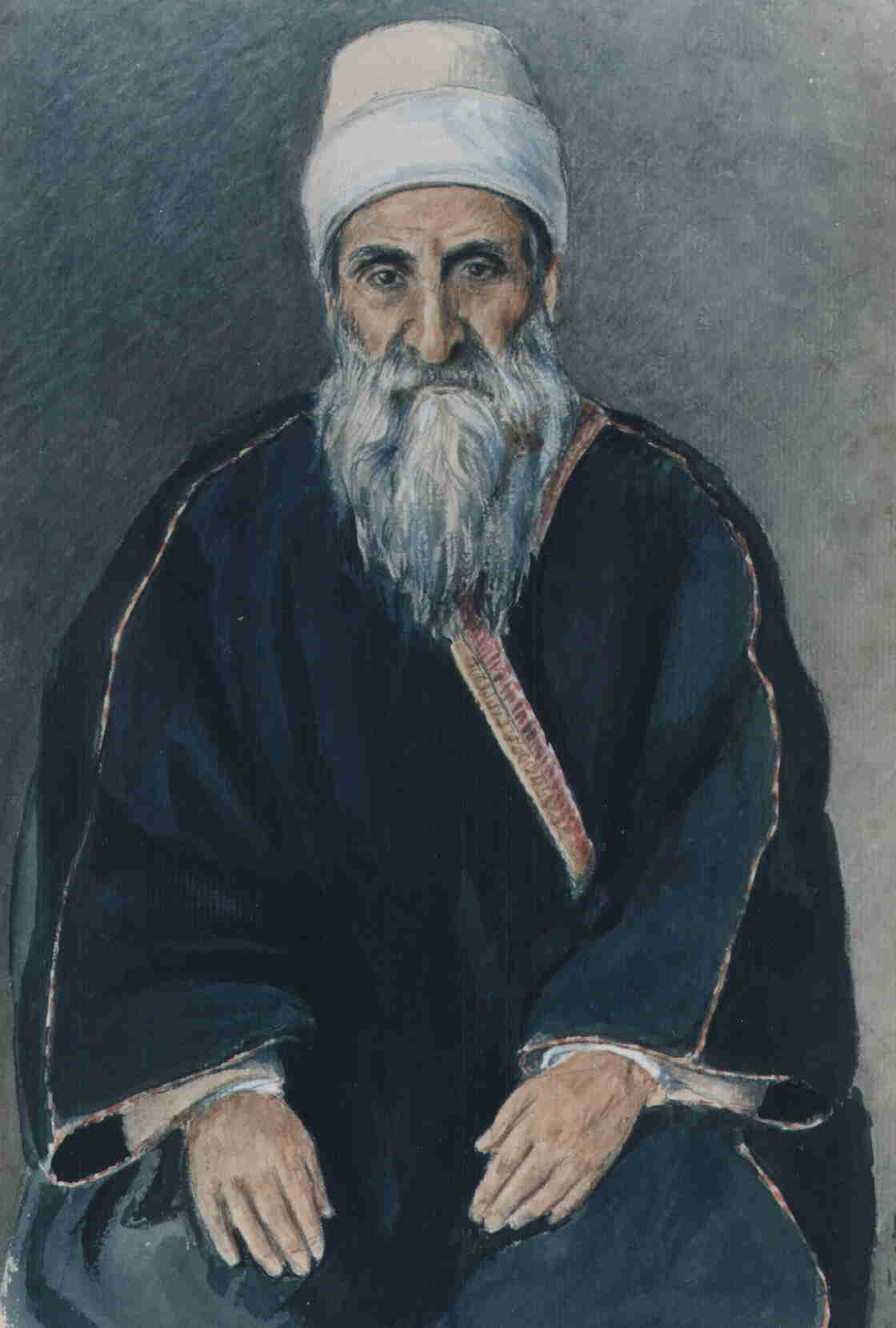
هذه اللوحة لزين المقربيين بريشة إيثيل روزنبرغ معروضة في قصر البهجة

كان زين المقربيين معروفًا بنسخ كتابات بهاء الله وضمان توزيعها. كتب عنه الكاتب البهائي أديب طاهر زاده ما يلي:
 يُعتبر أي لوح بخط زين المقربِّين دقيقًا. وقد خلَّف للأجيال القادمة، بخطِّه البديع، مجلداتٍ عديدةً تضمُّ معظم ألواح بهاء الله المهمة؛ واليوم، تُوثَّق المنشورات البهائية بالفارسية والعربية بمقارنتها بهذه الألواح.
استخدم إي جي براون بياناته لحساب تقويم بادي، مشيرًا إلى:
 "جميع أفضل وأدق مخطوطات الكتب المقدسة إما كُتبت أو رُجعت بواسطة زين المكاربين، الذي تُعتبر سلطته في كل ما يتعلق بطريقة البابية في حساب الوقت سلطة قاطعة لا مجال للجدل بشأنها."
توجد نسخة من كتاب الأقدس من يناير 1887، بخط يد زين المقربيين، في المكتبة البريطانية. يذكر وصف المكتبة أن "نسخها تحظى بتقدير كبير لدقتها".
سارة بلومفيلد، وهي من أبرز البهائيين البريطانيين الأوائل، وصفت زين المقرببن بأنه "أحد أكثر البهائيين إخلاصًا". قام ابنه ميرزا منير بترجمة بعض كتابات الباب إلى اللغة الإنجليزية لها.
كان زين المقربيين، إلى جانب مشكين قلم، معروفين بروح الدعابة لديهم وإلقاء النكات مع بهاء الله.
هناك لوحان معروفان كتبهما بهاءالله، موجهان إلى زين المقربيين. ويعرفون باسم "لوح زين المقربين الأول" (في مجموعة العلاوة المباركة، 1920، ص 1). 337–338) ولوح زين المقربين الثاني (منشور). ربما يكون قد كتب مخطوطة لمذكراته. نشر ابنه، نور الدين زين، في وقت لاحق مذكراته الخاصة عن تجربته مع بهاءالله ووالده (خاطرات حياة در خدمة محبوب).

## ملحوظات
1. 1 2 3 4  Momen 2000.
2. ↑  MLS، William P. Collins (2 نوفمبر 1993). "Classification for Materials on the Bahá'í Religion". Cataloging & Classification Quarterly. ج. 16 ع. 4: 103–121. DOI:10.1300/J104v16n04_07. ISSN:0163-9374.
3. ↑  Sabet-Sobhani, Ariane (2000). Die politischen Botschaften des Religionsgründers Bahá'u'lláh: Ethik und Politik im Weltordnungsmodell der Bahá'í (بالألمانية). na. Archived from the original on 2025-01-24.
4. 1 2 3 4 5 6  Smith 2000.
5. 1 2 3 4 5  ʻAbdu'l-Bahá 1971.
6. ↑  Warburg 2006، صفحة 179.
7. ↑  Ruhe 2001، صفحة 103.
8. 1 2 3 4  Browne 1975.
9. 1 2 3 4  Taherzadeh 1974.
10. 1 2 3 4 5  Momen 1985.
11. ↑  MacEoin 2008، صفحة 383.
12. ↑  Cameron 1996.
13. ↑  Browne 1932، صفحة 81.
14. 1 2 3 4  Momen 1981، صفحة 265-267.
15. 1 2 3  Barnes 2003، صفحة 262-265.
16. 1 2 3  British Library 2021.
17. ↑  Taherzadeh 1977، صفحة 335.
18. ↑  Browne 1892، صفحة 477.
19. ↑  Ruhe 2001، صفحة 73.
20. ↑  Balyuzi 1970، صفحة 54.
21. ↑  MacEoin 2008، صفحة 4.
22. ↑  Ruhe 2001، صفحة 79-80.
23. ↑  Blomfield 1940، صفحة 24.
24. ↑  Barnes 2003، صفحة 165.
25. ↑  MacEoin 2008، صفحة 244.
26. ↑  Sen McGlinn (المحرر). "The Leiden List of the Writings of Baha'u'llah". H-Net. University of Leiden.

## External links
- The Story of Zaynu'l-Muqarrabín - Biography by a Baháʼí
- Zaynul-Muqarrabin (Mulla Zaynul-Abidin) - Appearances in Chronology of the Bábí and Bahá'í Faiths and related history